# چوبک تام‌دائو
چوبک تام‌دائو (نام علمی: Phryganistria tamdaoensis) نام یک گونه از سرده چوبک است.